# Международен комитет по мерки и теглилки
Международният комитет по мерки и теглилки (на френски: Comité International des Poids et Mesures, CIPM) e международна организация, учредена в съответствие с Метричната конвенция.

## Състав
Състои се от 18 души, всеки от които представя една страна участник.

## Дейност
Комитетът се събира ежегодно в щаб-квартирата на Международното бюро по мерки и теглилки, BIPM.
Комитетът наблюдава работата на Международното бюро по мерки и теглилки, координира метрологичните изследвания в страните участнички и изработва препоръки за Генералните конференции по мерки и теглилки.